# Telegram Sam (Bauhaus)
Telegram Sam è il quarto singolo del gruppo musicale britannico Bauhaus, pubblicato nel 1980.

## Descrizione
Telegram Sam è una cover dell'omonimo brano dei T. Rex, da quest'ultimi pubblicato come singolo nel 1972.
Il singolo, pubblicato dall'etichetta 4AD, è stato distribuito sia in formato 7" che 12", quest'ultimo con una cover del brano Rosegarden Funeral of Sores di John Cale come traccia extra. Inoltre un'edizione in 7" del 1982 per il mercato neozelandese, riporta come lato B il brano Terror Couple Kill.
Il singolo ha raggiunto la dodicesima posizione in classifica in Nuova Zelanda.

## Tracce
7" 1980
1. Telegram Sam – 2:08
2. Crowds – 3:13

Durata totale: 5:21
12" 1980
1. Telegram Sam – 2:08
2. Rosegarden Funeral of Sores – 5:31
3. Crowds – 3:13

Durata totale: 10:52
7" 1982
1. Telegram Sam – 2:06
2. Terror Couple Kill – 4:31

Durata totale: 6:37